# Peter Pan (1953)
Peter Pan is een Amerikaanse animatiefilm uit 1953, geproduceerd door Walt Disney. De film is voornamelijk gebaseerd op het toneelstuk Peter Pan; or, the Boy Who Wouldn't Grow Up (1904) van de Schotse auteur en dramaturg J.M. Barrie. Het is de veertiende animatiefilm van Disney. 
In 2002 maakte Disney een vervolg op de film, Terug naar Nooitgedachtland (Return to Never Land). In 2023, precies zeventig jaar nadat de oorspronkelijke tekenfilm in première was gegaan, kreeg de film (net als veel andere lange Disney-tekenfilms) een liveaction-bewerking onder de naam Peter Pan & Wendy.

## Verhaal

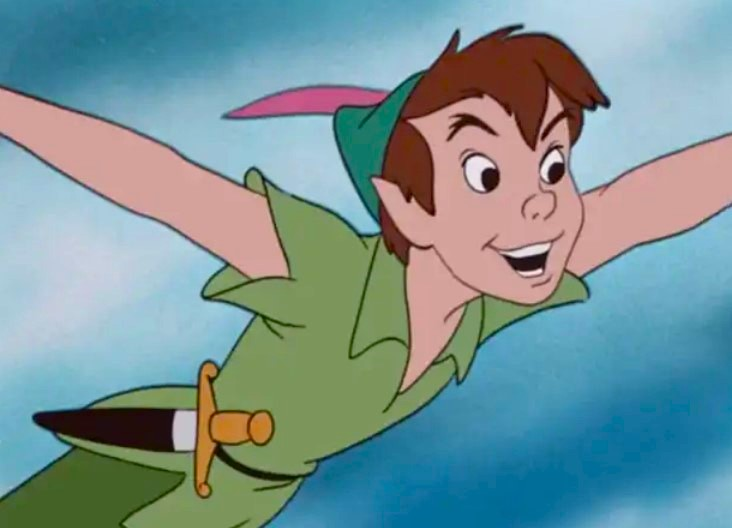

De film begint in Londen, in het huis van de welgestelde familie Darling. George Darling en zijn vrouw Mary zijn zich aan het klaarmaken voor een feest. Hun drie kinderen − Wendy, Michael en John − spelen het beroemde verhaal van Peter Pan na. George vindt dat Wendy zich eens wat volwassener moet gaan gedragen en haar kinderlijke fantasie dient te beperken.
Als het echtpaar Darling is vertrokken, verschijnt Peter Pan ineens in de slaapkamer van de drie kinderen, samen met het elfje Tinker Bell. Ze zijn op zoek naar Peters schaduw, die hij bij een vorig bezoek aan het huis is verloren en die toen door Wendy is gevonden. Wendy helpt Peter door de schaduw aan zijn voet vast te naaien. Peter stelt de drie kinderen voor dat hij ze meeneemt naar zijn eigen land, het eiland Fantasieland. Daar zullen ze namelijk nooit volwassen hoeven worden, net als Peter zelf, die ook altijd een jongen van een jaar of 12 is gebleven. Peter leert de kinderen de kunst van het vliegen, door ze te bestrooien met elfenpoeder waarna ze aan iets leuks moeten denken. 
Aangekomen in Fantasieland landen de vier eerst op een wolk. Vandaaruit kijken ze uit over het eiland dat onder hen ligt. Ze worden ineens beschoten vanaf het schip van kapitein Haak, de beruchte piratenhoofdman die met zijn bende het eiland terroriseert. Een van Haaks handen werd bij een eerder gevecht met Peter Pan afgehakt en door een krokodil opgegeten, waarna de kapitein zijn hand door een haak heeft vervangen. Haak heeft gezworen hiervoor bloedig wraak te nemen. Doordat de krokodil ook een klok van Haak heeft ingeslikt, is hij dankzij het getik steeds op afstand te horen. Peter geeft Tinker Bell opdracht om Wendy en de jongens snel naar zijn schuilplaats te brengen. Tinker Bell, die een grote jaloezie koestert tegen Wendy vanwege haar vriendschap met Peter Pan, maakt echter van de gelegenheid gebruik om de Slimme Jongens – Peters bende – tegen Wendy op te zetten, zodat ze op haar gaan schieten. Peter redt Wendy en hij brengt de Slimme Jongens snel tot inzicht. Hij verbant Tinker Bell voor straf voor een week.
John en Michiel gaan met de Slimme Jongens op pad. Dan worden ze echter gevangengenomen door een groep indianen. Tiger Lily, de dochter van het opperhoofd, is ontvoerd. De Slimme Jongens, John en Michael worden van de ontvoering verdacht. Het opperhoofd bedreigt hen allemaal met de dood als Tiger Lily niet voordat de zon ondergaat is teruggevonden. Ondertussen neemt Peter Wendy mee naar de zeemeerminnen. Even later zien Peter en Wendy kapitein Haak en diens hulpje meneer Smee samen met Tiger Lily in een roeiboot. Als Tiger Lily even later weigert om Peter Pans schuilplaats aan Haak te verraden, wordt ze door de kapitein vastgebonden aan een paal in het water om te verdrinken. Peter leidt Smee en de kapitein af. Hij slaagt er nog net op tijd in om Tiger Lily te redden, waarna hij haar terugbrengt naar haar stam. Haak vlucht terug naar zijn schip, opnieuw achtervolgd door de krokodil. 
Het opperhoofd laat de Slimme Jongens, John en Michael natuurlijk meteen gaan wanneer hij zijn dochter terugziet. Uit dankbaarheid organiseert hij een groot feest voor iedereen. Alleen Wendy wordt buitengesloten,  omdat zij een squaw is. Wendy heeft nu genoeg van haar verblijf in Fantasieland. Wanneer de kinderen Darling en de Slimme Jongens terug zijn in het hol van Peter, vertelt Wendy de Slimme Jongens over haar ouders in Londen en herinnert haar twee broers eraan hoe goed het thuis was. Ze biedt de Slimme Jongens, die zelf zonder ouders zijn opgegroeid, aan om mee terug te gaan naar Londen, zodat ze daar geadopteerd kunnen worden. Peter is nu diep teleurgesteld in iedereen, en zondert zich af.
Ondertussen verneemt Haak op zijn schip dat Tinker Bell verbannen is. Hij laat haar vangen door meneer Smee. Door te doen alsof hij alleen Wendy gevangen wil nemen, krijgt Haak het elfje zover dat ze hem de schuilplaats van Peter verraadt, waarna hij haar opsluit. Haak en zijn piraten zetten een val bij de schuilplaats en vangen Wendy, John, Michael en alle Slimme Jongens op het moment dat die naar buiten komen. Als de kinderen, eenmaal aan boord van het piratenschip, weigeren om zich bij Haaks bende aan te sluiten, worden ze ter dood veroordeeld. Voor Peter laat Haak een pakje achter met een bom erin. Dankzij Tinker Bell, die van het piratenschip heeft kunnen ontsnappen en Peter het pakje net op tijd uit zijn handen rukt, ontkomt Peter aan de dodelijke aanslag. 
Peter haast zich naar het schip en bevrijdt de kinderen, net op het moment dat Wendy als eerste van de plank moet lopen. Daarna volgt een laatste gevecht tussen hem en Haak, waarbij Haak ten slotte in zee valt alwaar hij wordt opgewacht door de krokodil. Peter en de kinderen nemen nu het schip over. Met het schip en de zeilen vol elfenstof zweven ze terug naar Londen om de drie kinderen Darling terug naar hun huis te brengen.
Wanneer de drie kinderen weer thuis zijn en alles aan hun ouders vertellen, kijkt vader George naar buiten. Als hij hoog in de hemel het schip nog ziet zweven, herkent hij dit opeens uit zijn eigen jeugd. Blijkbaar is hij zelf ook ooit in Fantasieland geweest.

## Rolverdeling
| Engels          | Stem             | Nederlands        | Stem (1953)      | Stem (1982)           |
| --------------- | ---------------- | ----------------- | ---------------- | --------------------- |
| Peter Pan       | Bobby Driscroll  | Peter Pan         | Johan Walhain    | Jasper Krabbé         |
| Captain Hook    | Hans Conried     | Kapitein Haak     | Fons Rademakers  | Ted de Braak          |
| Wendy Darling   | Kathryn Beaumont | Wendy van Dalen   | Anneke Steenhuis | Laura Vlasblom        |
| John Darling    | Paul Collins     | Jan van Dalen     | Joep van Delft   | Hidde Schols          |
| Michael Darling | Tom Luske        | Michiel van Dalen | Jacky ter Wiel   | Ian Matthews          |
| Mr. Smee        | Bill Thompson    | Meester Vetje     | Wam Heskes       | John Kraaijkamp sr.   |
| Indian Chief    | Candy Candido    | Opperhoofd        | Frits Butzelaar  | Hans Hoekman          |
| George Darling  | Hans Conried     | George van Dalen  | Cruys Voorbergh  | Arthur Boni           |
| Mary Darling    | Heather Angel    | Meerie van Dalen  | Mevr. Van Delft  | Tetske van Ossewaarde |
| Narrator        | Tom Conway       | Verteller         | Wim Povel        | Coen Flink            |

## Achtergrond

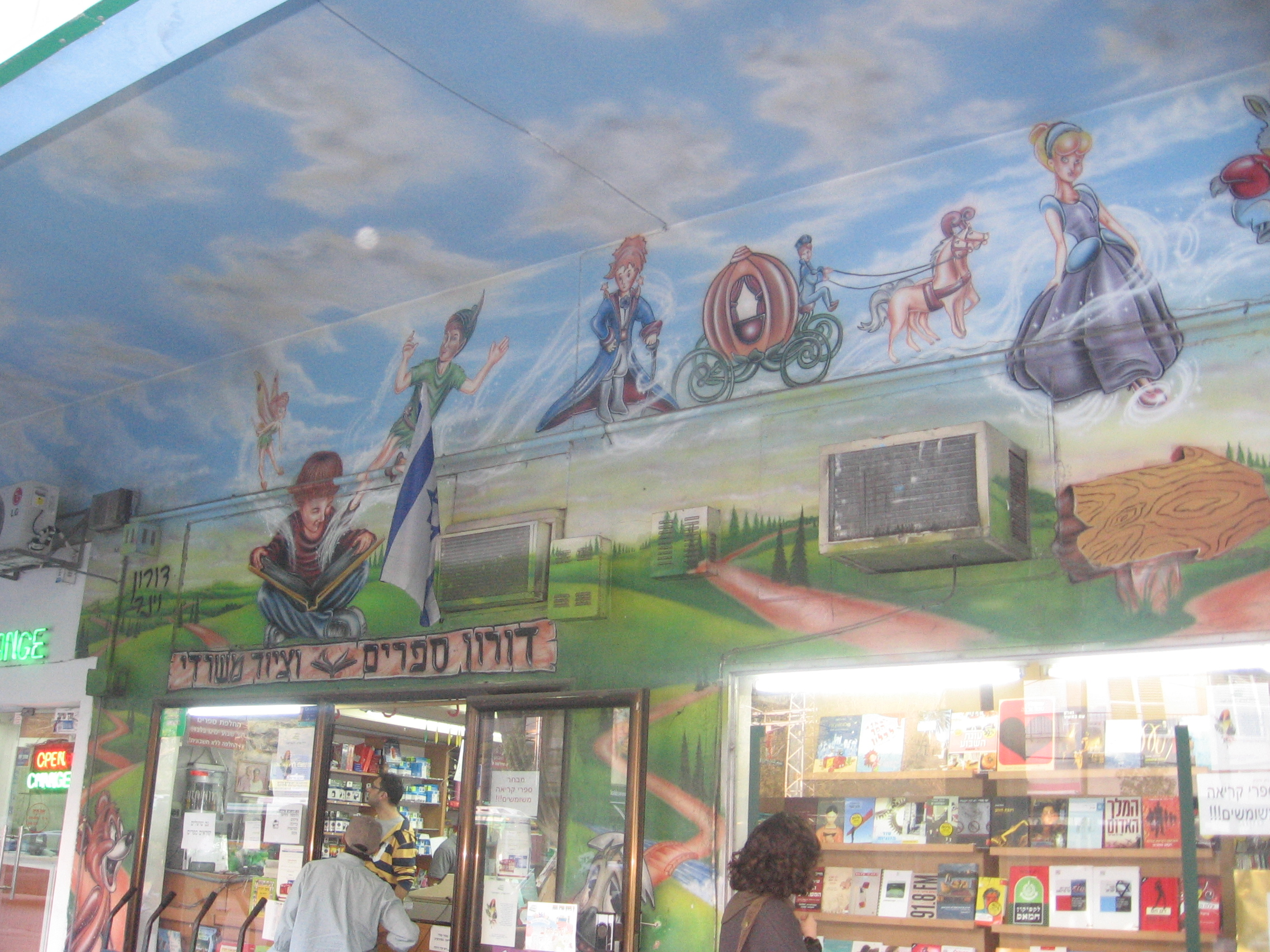
Muurtekening in Tel Aviv. Hier zijn verschillende bekende Disney-personages uitgebeeld, waaronder Peter Pan.

### Productie
Disney had al langer plannen om het toneelstuk van Barrie te verfilmen. Sinds 1935 probeerde hij de filmrechten te kopen. Dat lukte uiteindelijk vier jaar later. Al begin jaren 40 begonnen de Disneystudio's met het schrijven van een scenario en het uitwerken van de personages. De Tweede Wereldoorlog legde het project echter lange tijd stil. Na de oorlog werd het project weer opgepakt.
Disney bracht een aantal veranderingen aan in het verhaal, zoals de keuze om Haak niet te laten omkomen aan het einde van de film. Wel hield Disney de traditie in stand om de rol van Wendy’s vader en die van Kapitein Haak te laten vertolken door dezelfde acteur. In de Nederlandstalige nasynchronisaties worden de stemmen van de twee personages echter wel door twee verschillende acteurs gedaan.

### Muziek
De volgende nummers komen voor in de film:
- "The Second Star to the Right" - het Jud Conlon-koor en The Mellomen
- "You Can Fly!" - het Jud Conlon-koor en The Mellomen
- "A Pirate's Life" - Mr. Smee; de piraten
- "Following the Leader" - John en Michael Darling; The Lost Boys
- "What Made the Red Man Red?" - De indianen.
- "Your Mother and Mine" - Wendy Darling
- "The Elegant Captain Hook" - Captain Hook; Mr. Smee; de Piraten
- "You Can Fly! (reprise)" - het Jud Conlon-koor en The Mellomen
- "Never Smile at a Crocodile" – instrumentaal nummer

### Scènes
- Een van de scènes speelt zich af op de Big Ben, als de kinderen en Peter Pan op weg zijn naar Fantasieland en even een landing maken op de wijzers.[noten 1] Ook voor de rest is het centrum van Londen (inclusief de Thames) realistisch uitgebeeld wanneer de kinderen bestrooid met het elfenstof hoog boven de stad vliegen.

## Alternatieve namen
- In de eerste Nederlandse nasynchronisatie uit 1954 heette Tinkel Bell (Tinkerbel) Rinkelbel. De naam van Tiger Lily (Tijgerlelie) werd aanvankelijk vertaald als Morgendauw.
- De familie Darling heet in de nagesynchroniseerde versie Van Dalen; in veel andere Nederlandstalige versies van het verhaal is hun familienaam letterlijk vertaald als "Schat".
- Fantasieland heet in sommige versies van het verhaal Fantasië, Nimmerland of Nooitgedachtland.
- De Slimme Jongens heten in sommige versies Weesjongens of Zoekgeraakte Jongens.
- Meneer Smee of Smie heet in de Nederlandse versie van de film Vetje.

## Prijzen en nominaties
- In 1953 werd Peter Pan genomineerd voor een “Grand Prize of the Festival” op het Cannes Film Festival.
- In 2007 werd de film genomineerd voor een Satellite Award in de categorie Best Youth DVD.